# Pahora
Genre
Pahora est un genre d'araignées aranéomorphes de la famille des Physoglenidae.

## Distribution
Les espèces de ce genre sont endémiques de Nouvelle-Zélande.

## Liste des espèces
Selon World Spider Catalog (version 18.0, 09/05/2017) :
- Pahora cantuaria Forster, 1990
- Pahora graminicola Forster, 1990
- Pahora kaituna Forster, 1990
- Pahora media Forster, 1990
- Pahora montana Forster, 1990
- Pahora murihiku Forster, 1990
- Pahora rakiura Forster, 1990
- Pahora taranaki Forster, 1990
- Pahora wiltoni Forster, 1990

## Publication originale
- Forster, Platnick & Coddington, 1990 : A proposal and review of the spider family Synotaxidae (Araneae, Araneoidea), with notes on theridiid interrelationships. Bulletin of the American Museum of Natural History, no 193, p. 1-116 (texte intégral).